# 安井算英
（1847年—1903年），日本圍棋棋手，為第九世安井算知的兒子，生於江戶。
其父算知並無直接指導算英，而改由算知門徒海老澤健造教導，但是算英向來受到父母溺愛，因而進步緩慢，一日健造忍無可忍而打了算英，健造而遭到算知嚴厲斥責，於是在健造的建議下，算英拜於本因坊秀和的門下。
1858年，遠遊的算知突然去世，在秀和的協助下，算英返回安井家繼任為家督，是為第十世安井算英，並開始出賽御城碁，為後來明治時期最後一位有御城碁經驗者，被尊為「御城碁的遺物」。
因為幼年拜於坊門門下，而與秀和次子本因坊秀榮關係十分良好，在本因坊家與新成立、現代化的方圓社對立時期，常作中間的和事佬，1900年升上七段（當時已無上手之稱）。對於後繼無人，算英一直非常煩惱，兒子並不會下棋，後來秀榮與大弟子田村保壽交惡，秀榮便有把保壽過繼給算英的打算，不過後來並無實現。
1903年算英與弟子對局時，突然中風而去世，雖然算英有許多弟子，但是彼時已經是現代化的時代了，林家早已併入坊門，坊門也被方圓社逼得不得不跟著現代化，安井家雖然有雄厚的歷史背景，但仍比不上本因坊家般重要，在無人願意繼承下，安井家從此斷絕。後來使用「大模樣」、發明「新布局」的木谷實，其心中偶像乃第七世安井仙角，於是便有將門下弟子重新成立安井家，不過並無實現。
算英死後，雅號遊仙堂。秀榮稱讚之為自己以外天下第一高手。

## 其他

### 歷年御城碁成績
1、1860年受三子中盘胜林柏荣门入;
2、1861年受三子中盘伊藤松和;
3、1863年受二子2目胜林柏荣门入。

### 其他主要战绩
1896-97年(明治29-30年) 秀栄十番碁（算英先相先）4-6；
1897-99年(明治30-32年) 秀栄十番碁（算英先）2-8（4局后被降至先二）；

### 生涯名局
1897年与秀荣第一次十番棋执白2目胜

## 外部連結
日本圍棋故事